# Luhe
|  | No s'ha de confondre amb Lühe (Elba). |

El Luhe (en baix alemany Luh) és un riu d'Alemanya que neix a Bispingen a la Landa de Lüneburg a l'estat de Baixa Saxònia i desemboca a l'Ilmenau a Stöckte a tres quilòmetres de la seva desembocadura a l'Elba. Al segle xix el riu parcialment va ser canalitzat el que va augmentar la velocitat. És sotmés al moviment de la marea fins a Winsen. Rega d'amunt cap avall els municipis de Bispingen, Sodersdorf, Oldendorf, Salszhausen i Stöckte. Fins a l'inici del segle XX era navegable fins a Winsen, avui només s'utilitza per a la navegació esportiva amb canoes.

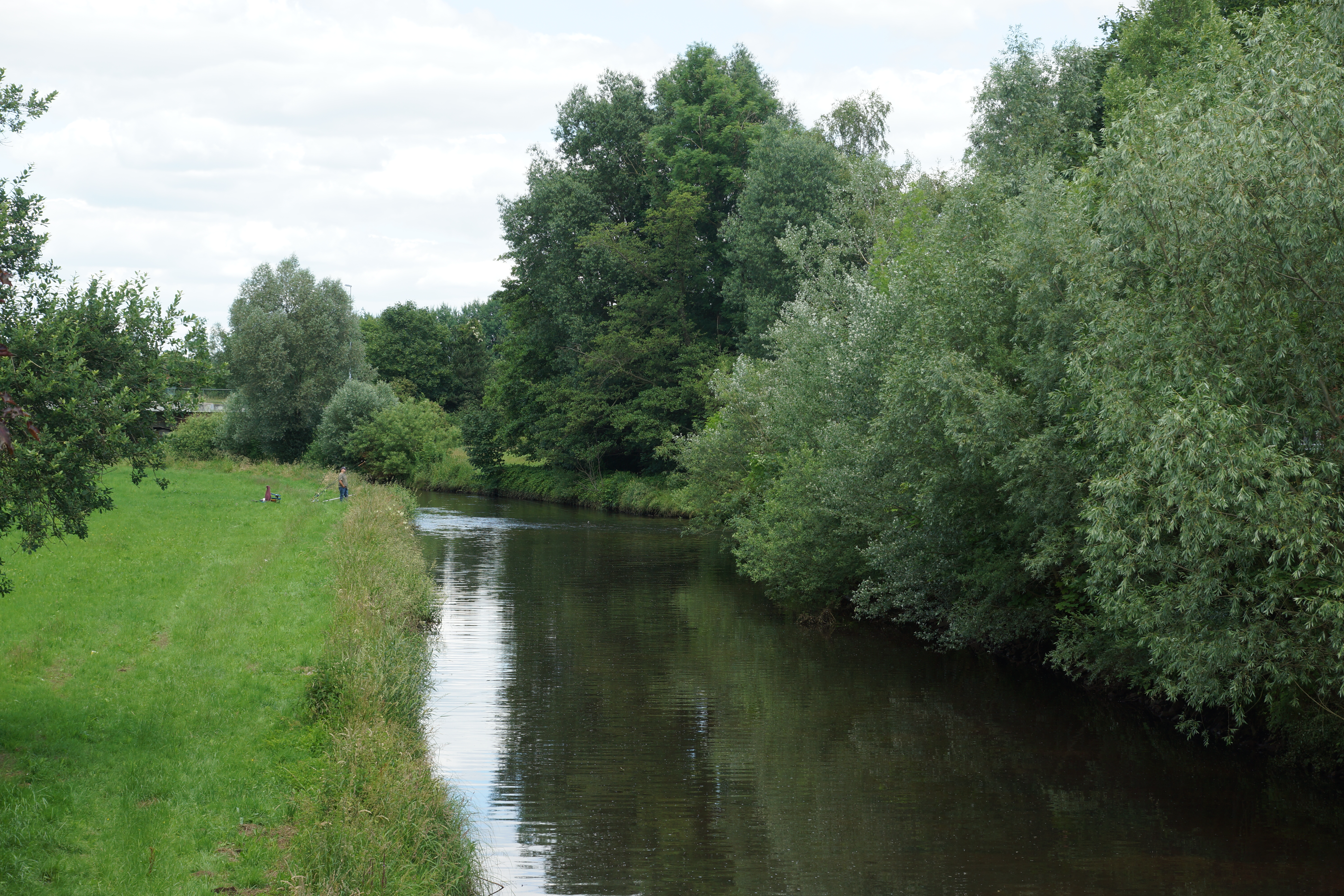
El Luhe a Winsen an der Luhe
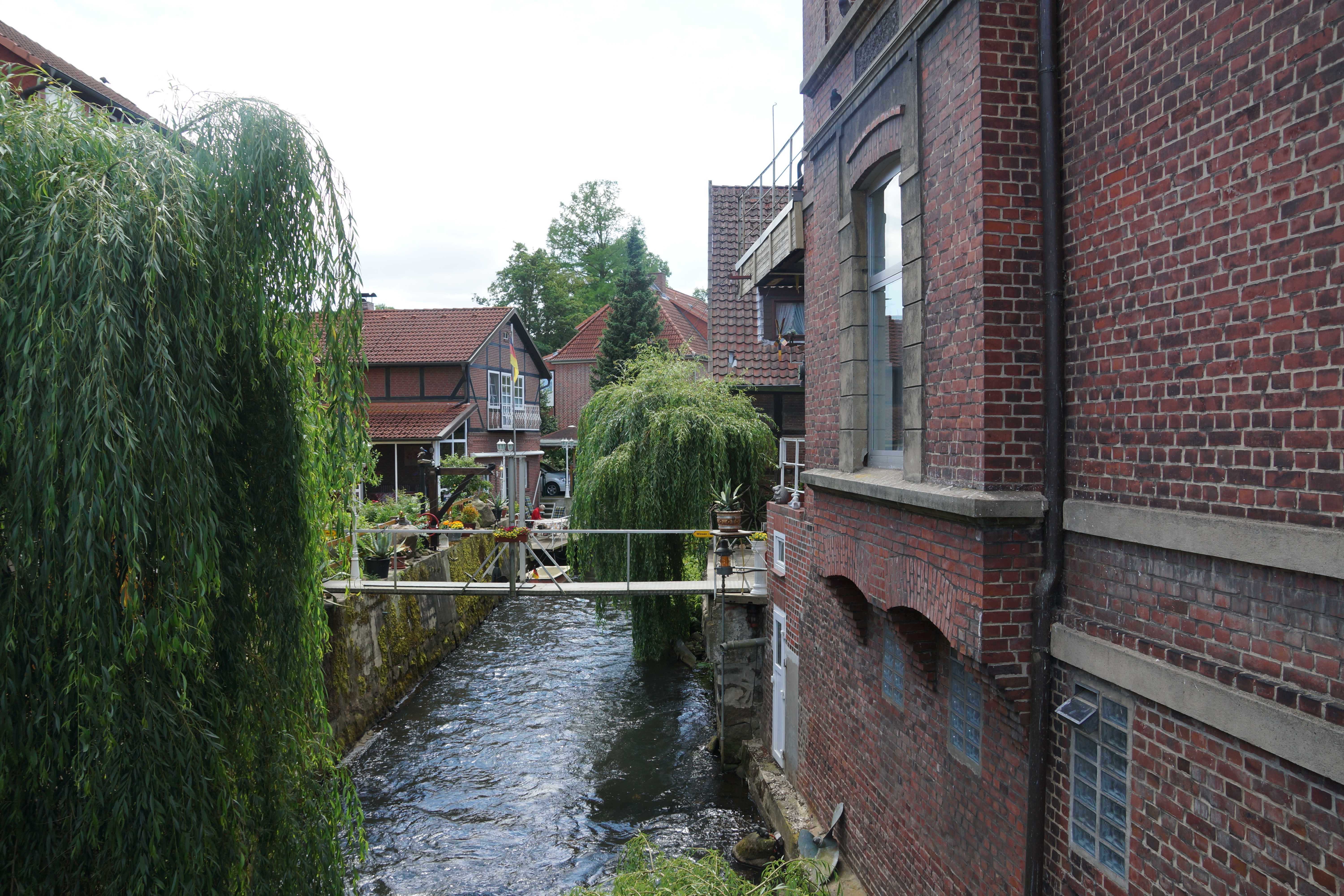
A Winsen an der Luhe
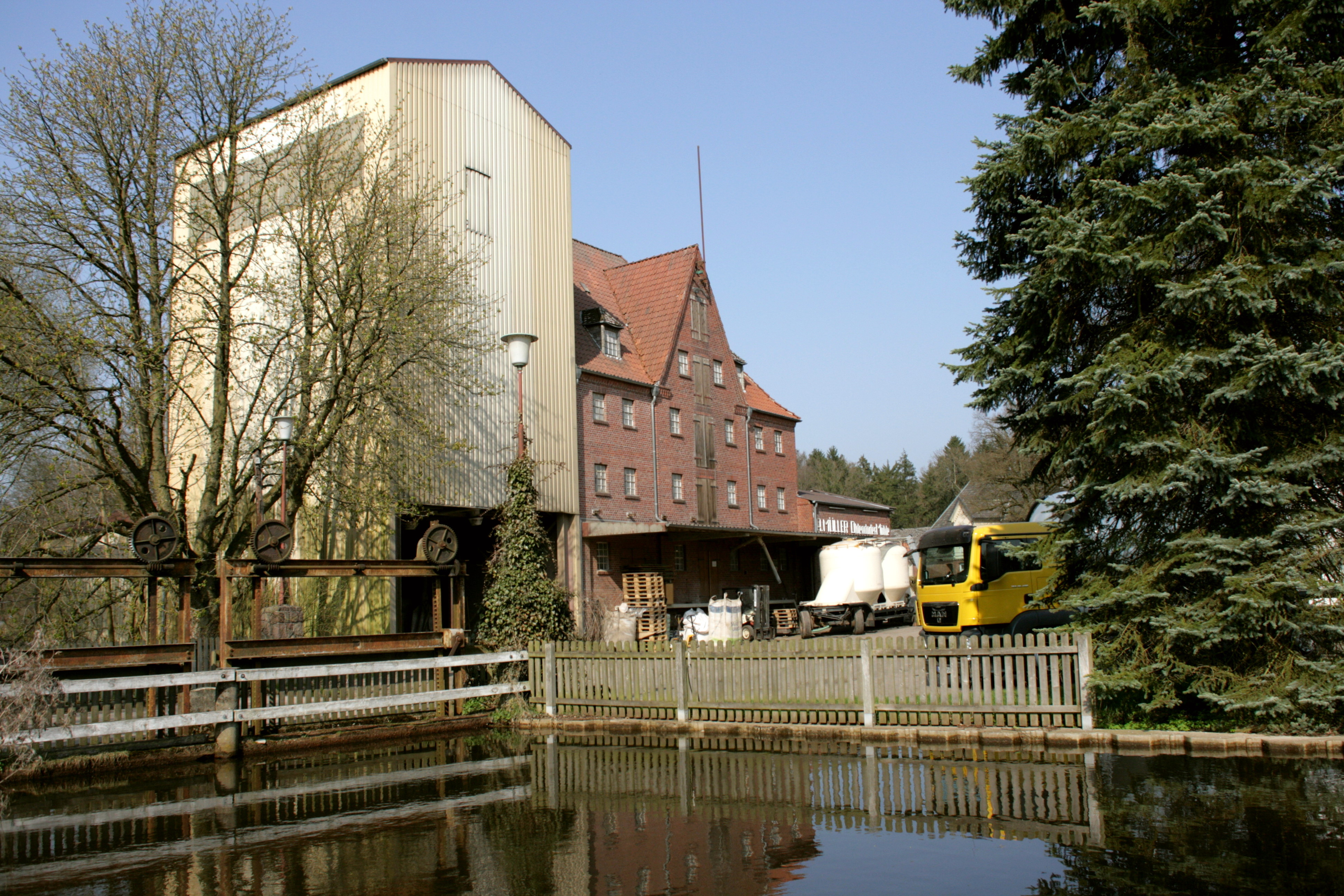
El molí d'aigua d'Oldendorf

## Afluents
- Pattenser Graben[3]
- Aubach/Aue/Wulfsener Aue/Garstedter Aue
- Tangendorfer Bach/Pferdebach/Maschenbeek
  - Ostersiekbeck
  - Dieksbeek
    - Thisbeek
- Luhekanal
  - Scharnebeck
- Norbek
- Brümbach
- Nordbach
  - Eyendorfer Bach
  - Oelstorfer Bach/Osterbach(?)
- Wetzener Graben
- Lopau
  - Ehlbeck
  - Westergrund
- Schwinde/Schwindebach
  - Ham-Bach
- Brunau
  - Heidhaus Bach
- Wittenbach
- Steinkenhöfenbach